# Modelové království
Modelové království je muzeum a zapsaný spolek ve Žďáru nad Sázavou, modelové kolejiště je umístěno v suterénu žďárského domu kultury na Dolní ulici čp. 30 a založeno bylo v roce 2010. Zřizovatelem kolejiště je stejnojmenné občanské sdružení, později zapsaný spolek.

## Historie
Sdružení bylo založeno v roce 2010, kdy město Žďár nad Sázavou uvolnilo prostory v domě kultury pro prostory vybudování modelového kolejiště. Práce na prostorech začaly 5. července 2010, bylo vybouráno zdivo, odstraněny příčky a prostory byly uklizeny, později byla vyvezena suť, opraveny omítky a vyměněno osvětlení. V srpnu téhož roku byly postaveny první rámy pro kolejiště. Modelové království bylo otevřeno 14. května 2011. Za první rok návštěvnosti navštívilo expozici 7000 lidí.

## Expozice
Expozicí je modelové kolejiště umístěné do U v prostorách místnosti, plocha kolejiště je cca 50 metrů čtverečních, město Žďár z toho zabírá 15 metrů čtverečních. Celková délka kolejí je cca 600 metrů. Modelové stanice v expozici jsou pojmenovány a modelovány dle reálných stanic, jsou jimi: Žďár nad Sázavou a zastávka Hamry nad Sázavou, Nové Město na Moravě a Nedvědice. Další podzemní modelová nádraží jsou pojmenovány po nádražích Brno-Maloměřice, Havlíčkův Brod, Tišnov, Rožná a Brno-dolní nádraží. Součástí expozice jsou skutečné stavby z Kraje Vysočina, dominantním prvkem je železniční nádraží Žďár nad Sázavou, dalšími stavbami jsou ŽĎAS či silo ZZN. Součástí stavby je také viadukt v Dolních Loučkách, hotel Ski v Novém Městě na Moravě, součástí Žďáru nad Sázavou je poutní kostel Zelená hora s okolím a u modelového nádraží Nedvědice je postaven hrad Pernštejn. Zobrazena je například i jedna ze soch Michala Olšiaka či požár lesa pod Zelenou horu. Zobrazena je i svítící hvězdná obloha.
Součástí expozice je více než  80 vlakových souprav, v provozu jsou lokomotivy různých řad, od parních lokomotiv určených pro osobní vlaky, přes rychlíkové páry, dieselové lokomotivy a motorové vozy, elektrické lokomotivy až po model soupravy Pendolina, Railjetu nebo RegioJetu. V provozu jsou i pojízdné modely automobilů.
Mimo vlaky zde všímavý návštěvník nalezne i několik filmových scének, či výjevů ze života v 80. letech minulého století.